# Adrian Turicu
Adrian Turicu a fost promovat ministru al comunicațiilor în perioada 18 august 1994 - 31 ianuarie 1996, în cadrul Guvernului Văcăroiu din postura de director Romtelecom Maramures fara a face parte dintr-un partid politic. La promovarea in functia de ministru a fost sustinut de PUNR. Numirea ca ministru al comunicatiilor a fost in momentul in care PUNR a intrat la guvernare.